# 新舊黨爭
新舊黨爭，是自北宋神宗熙寧二年（1069年），圍繞在王安石變法的執行上所引發的一場黨爭。
宋神宗力圖改革宋仁宗庆历新政以来遺下的弊端，拜王安石為宰相，開始新政，是為王安石變法。新政雖切中時弊，實行上有些問題，且得罪朝中保守派大臣的既得利益，遭到舊黨極力反對。舊黨其中不乏有影響力的人物，如韓琦、司馬光、歐陽修、蘇軾等，王安石唯有重用呂惠卿、曾布、章惇及韓絳等新人，予以抗衡。
黨爭最初因為政見不同而起，後來演變成排除異己的奪權之爭。新黨支持王安石的新政，舊黨反對新政。兩派官吏互相攻擊，一得勢就貶斥另一派士大夫，最終新党因皇帝的支持推行而獲勝，但造成北宋政局的不穩定，對北宋的政治影響頗大。新旧之争先后持續五十余年，最終導致北宋滅亡。

## 经过
最初爭論只是書生之間的意氣之爭，司馬光批評王安石變法的理由之一是南人不可當政，曾輕言：“閩人狡險，楚人輕易，今二相皆閩人，二參政皆楚人，必將引鄉黨之士，天下風俗，何由得更淳厚！”由於新、舊兩黨更迭執政，王安石曾兩度退職，新政時行時廢，臣民無所適從。
元豐八年（1085年）三月，在位十八年的宋神宗病逝，宋哲宗即位，在宣仁太后主導下，以司馬光專權，但因帶有個人情緒的報復，致力於盡罷新法，所謂「元祐更化」，恢復「祖宗舊制」，前後歷時九年，此一時期改革派人士幾乎全招迫害貶職。蔡確、章惇等被貶至嶺南（今廣東一帶），開啟北宋貶官至嶺南的先例。
元祐元年（1086年）王安石與司馬光相繼病逝，守舊派繼續掌握大權，黨爭仍無止息，朝廷分裂成正反兩黨，得勢旧黨又分成三派：
- 元祐黨人-得勢-反對變法
  - 朔黨（朔學）- 劉挚、梁焘、王岩叟、刘安世
  - 洛黨（洛學）- 程颢、程颐、朱光庭、賈易
  - 蜀黨（蜀學）- 蘇軾、蘇轍、呂陶、上官均
- 熙豐黨人-失勢-支持變法

不久後蘇軾回朝報告浙西災情潦苦，洛黨的朱光庭、賈易等人藉故指控他對先帝不敬，這時呂陶、上官均挺身而出為蘇軾辯護，史稱蜀洛黨爭。至此黨爭僅淪為意氣之爭，終使朝綱不振，政風日壞。
元祐九年（1094年），宣仁太后病逝，宋哲宗親政，章惇入汴京，拜尚書省左僕射兼門下侍郎，恢復宋神宗的新法，史稱「紹述」，意為繼承父业，除曾布為翰林學士，晉張商英為右正言。
章惇當政期間，对元祐诸臣大肆清洗，以“抵毀先帝、變易法度”的罪名，剝奪了司馬光、呂公著等人的贈官諡號，絕大部分的舊黨黨人都被流放或罷黜，貶到嶺南等蠻荒地區，又企图追废宣仁太后，為哲宗所止。但在公家事務上，章惇甚為正派，未曾以官爵私其亲信。
宋徽宗即位後，臨朝聽政的欽聖太后將章惇则以罪贬逐於外，改用韩忠彦、曾布为宰相，試圖化解黨爭，但黨爭已是無可化解。徽宗親政后，起用蔡京，恢復新法，但蔡京奸險不堪，與宦官童貫等勾結，立「元祐黨人碑」，將司馬光等309人定為奸黨，碑上有名者及其子孙永远不得为官，皇家子女亦不得与名单上诸臣后代通婚；結果忠良盡去，國事不堪聞問，加速北宋覆亡。

## 影響
余英时说：“党争是宋代士大夫政治文化中一个重要的构成部分。”，又說“在熙宁变法以前，皇帝是超越于党争之上的；但在神宗与王安石‘共定国是’以后，皇帝事实上已与以宰相为首的执政派联成一党，不复具有超越的地位。”。